# Брош, Этан
Этан Брош (англ. Ethan Brosh, Сафферн, Нью-Йорк) — американский шред-гитарист и преподаватель, работающий в различных направлениях хард-рока и метала. Вырос в Израиле. Выпускник Музыкального колледжа Беркли в Бостоне штат Массачусетс по специальности написание песен. Дебютный сольный альбом выпустил в 2009 году. Участник группы Burning Heat, бывший участник группы Angels of Babylon. Сестра Этана Нили также известная шред-гитаристка.

## Ранние годы
Этан родился в городе Сафферн штата Нью-Йорк, детство провёл в Израиле. В возрасте 10 лет Этан нашёл у своего старшего брата кассету с записью альбома The Number of the Beast группы Iron Maiden. Сначала будущего музыканта привлекла обложка альбома, а последовавшее затем прослушивание записи побудило его начать играть на гитаре.
После возвращения в США в 2001 году Этан поступил в Музыкальный колледж Беркли, в котором до него обучались многие известные музыканты, и закончил его с отличием в 2004 году по специальности написание песен. В 2008 году Этан вернулся в Беркли, но уже в качестве преподавателя. Во время работы в Беркли Этан неоднократно участвовал в гитарных сессиях и оригинальных шоу. В 2008 году Этан принял участие в конкурсе Guitar Hook, организованном Джорджем Линчем (Lynch Mob, ex-Dokken). На конкурсе музыкант представил свою композицию «The Hit Man» и выиграл его. Затем в декабре последовало выступление в рамках шоу Rock 4-Xmas, где партнерами Этана на сцене были Эдди Мани, Джо Молланд (BadFinger), Келли Киллинг (группы Элиса Купера и Ингви Мальмстина, Trans Siberian Orchestra), Терри Иллос (XYZ) и Пэт Трэверс.

## Карьера
Материал для дебютного альбома Этан начал писать в рамках различных проектов в колледже. Там же в Беркли Этан познакомился с барабанщиком Майком Манджини. Это знакомство стало отправной точкой в создании дебютного инструментального альбома гитариста. Кроме Майка в записи альбома приняли участие гитаристы Грег Хоу и Джо Стамп, преподававшие в Беркли в разное время, а также Джордж Линч. Альбом получил название Out of Oblivion и вышел на нью-йоркском прогрессивном рекорд-лейбле Magna Carta Records в 2009 году. Оформлением альбома занимался Дерек Риггс, до этого работавший в частности с Iron Maiden, в том числе над альбомом The Number of the Beast. Сведение и мастеринг выполнил Крис Цангаритс.
После выхода альбома молодой музыкант был приглашён Кенни «Райно» Эрл Эдвардсом (HolyHell, ex-Manowar) в состав новой супергруппы Angels of Babylon, в которой также приняли участие Дэвид "Дэйв" Эллефсон (Megadeth) и Дэвид Фефолт (Hawk, Valhalla). Дебютный альбом группы, названный Kingdom of Evil, вышел в 2010 году. Этан принял участие в записи и второго альбома группы, но вынужден был покинуть проект до официального релиза. По собственному признанию музыканта он решил сосредоточиться на сольной карьере и группе Burning Heat, в которой также принимает участие.
В 2010 году Этан выпустил несколько видео-уроков игры на гитаре. Записи этих уроков распространялись в качестве приложения к журналу Guitar World.
В 2013 году Этан был приглашен Ингви Мальмстином принять участие в совместном туре по городам США и Канады. О возможности выступить на одной сцене с Мальмстином Этан сказал: «Я всегда знал, что в какой-то момент, что-то вроде этого должно было произойти, но это одна из тех вещей, о которой вы думаете: "Ах, может быть, это произойдет в далеком будущем", - а потом, вдруг, вы получаете телефонный звонок, и она становится реальностью». Первую половину тура Этан играл со своей группой, в которую также входили его сестра Нили, Джорджио Монгели и Джон Энтони. Вторую половину тура Этан отыграл с Burning Heat. В том же году вышел второй инструментальный альбом Этана Live the Dream. Альбом был сведен на студии Макса Нормана, который в частности работал с Оззи Осборном над альбомами Blizzard of Ozz и Diary of a Madman и классическими записями Megadeth. В записи альбома принял участие Дэвид Эллефсон. Мастеринг альбома выполнил Боб Людвиг, работавший с Iron Maiden, Def Leppard и Bon Jovi.

## Влияние
Этан любит хард-рок и глэм-метал группы 80-х годов.  Желание играть в одной из этих групп, «всё еще собирающей огромные площадки», и «привело (его) к рок-музыке, в первую очередь». Этан утверждает, что группой, вдохновившей его на занятие музыкой, была Iron Maiden. Она остаётся любимой группой Этана до сих пор.
В числе своих любимых гитаристов Этан неоднократно называл Джорджа Линча и Ингви Мальмстина, а также выделял Грега Хоу и Томми Эммануэля. Кроме того Этан в своих интервью отмечал таких гитаристов, как Рэнди Роадс, Джейк И Ли, Джейсон Беккер и Нуно Беттанкур.

## Оборудование
Этан является эндорсером ряда компаний, специализирующихся на выпуске гитарного оборудования и аксессуаров, среди которых DiMarzio, D’Addario, Kahler, AMT Electronics, Alden Guitars, Godin guitars, NADY Wireless и ISP Technologies.

Сам Этан предпочитает винтажные гитары и усилители 1980-х годов, такие как Washburn EC36, BC Rich Gunslinger и ADA MP1 Preamp. При этом музыкант отмечает, что для него «не существует идеальной гитары». 
Я всегда в поиске различных типов тонов.  Различного звучания дисторшна, и нет способа, получить всё это на одной гитаре. Не существует идеальной гитары. Её не существует. Мне нравится много различных моделей. Я всё ещё ищу ту, с которой чувствовал бы себя очень комфортно, и я до сих пор её не нашёл.Этан Брош. Daily Music News, 2013

## Семья
У Этана есть старший брат и младшая сестра Нили, которая также является известной шред-гитаристкой. Нили помогает Этану в его концертных турах. О возможности играть с собственной сестрой на одной сцене музыкант говорит, что людям действительно полюбилась «концепция брата и сестры». «Я никогда не видел брата и сестру, делающих то же, что и мы», - говорит Этан.

## Дискография
Соло
- Out of Oblivion (2009)
- Live the Dream (2013)

Angels of Babylon
- Kingdom of Evil (2010)
- Thundergod (2013)

С другими артистами
- Prog Around the World (2009) - композиция «Ancient Land»